# Théorème d'Artin-Lang
En mathématiques, le théorème d'Artin-Lang est un théorème d'algèbre commutative sur les corps ordonnés. Il est essentiel dans la preuve du XVIIe problème de Hilbert, publiée par Emil Artin en 1927.

## Énoncé
Soit {\displaystyle R} un corps réel clos, {\displaystyle R_{1}} une corps réel clos contenant {\displaystyle R} et {\displaystyle A} une {\displaystyle R}-algèbre de présentation finie. S'il existe un morphisme de {\displaystyle R}-algèbres {\displaystyle \varphi :A\to R_{1}}, alors il existe un morphisme de {\displaystyle R}-algèbres {\displaystyle \psi :A\to R}